# St. Johannis (Memel)

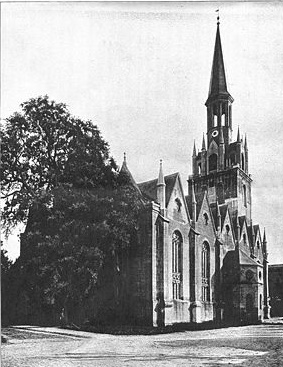
St. Johannis

Die Kirche St. Johannis (litauisch Šv. Jono bažnyčia; auch Deutsche Kirche, Stadtkirche) war eine evangelische Kirche in Memel (Klaipėda) in Ostpreußen und Litauen von 1258 bis 1944. Es gab verschiedene Kirchengebäude an mehreren Standorten.

## Geschichte

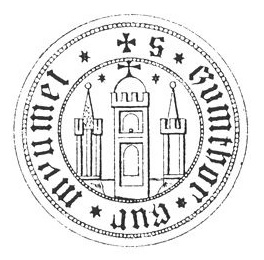
Siegel des Komturs von Memel 1409, mit Türmen bzw. Kuppel von St. Johannis, St. Marien und St. Jakobus (von links nach rechts)

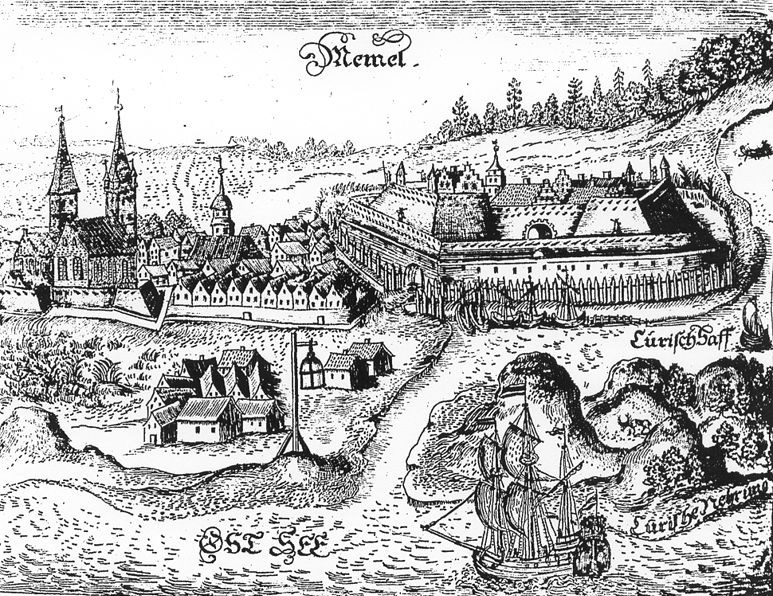
Memel vor 1686, mit St. Johannis (ganz links)

Am 27. Juli 1258 wurde die Kirche St. Johannis von Burkhard von Hornhausen zur Pfarrkirche ernannt. Sie wurde der etwas älteren Nikolaikirche als Tochterkirche unterstellt. Der erste Standort ist unbekannt. Es wird vermutet, dass sie in der Vorburg der Ordensburg Memel gelegen haben könnte und später weiter östlich verlegt wurde. Die Johanniskirche war für die deutschen Bewohner der Burg und der Stadt Memel, die Nikolaikirche für die prußischen und kurischen Bevölkerung zuständig.
Um 1525 wurde sie wie alle Kirchen im Herzogtum Preußen evangelisch. 1540 brannte die Kirche nieder und wurde danach wieder aufgebaut. Von 1630 wurde ein erneuter Neubau überliefert. Nach der Zerstörung von 1678 wurde die Kirche von 1696 bis 1706 an einem neuen Standort in der späteren Marktstraße neu erbaut.
Beim Stadtbrandt von 1854 wurde die Kirche erheblich beschädigt und danach nach Plänen von Friedrich August Stüler wieder aufgebaut. Die Herstellung der Giebel und Türmchen über den Seitenschiffen soll von Friedrich Wilhelm IV. persönlich veranlasst worden sein. Ab 1858 war sie Stadtkirche für alle Bewohner Memels, unabhängig von ihrer Sprache, die Nikolaikirche wurde Landkirche für die umliegenden Dörfer.
Auch nachdem die Stadt Memel seit 1919 zum neuen litauischen Staat gehörte, blieb die Kirchengemeinde überwiegend deutsch.
1944/45 wurde die Kirche zerstört und danach die Ruine abgetragen. Im Jahre 2012 wurde der Grundstein für den bisher nicht begonnenen Wiederaufbau der Kirche gesetzt. Die heutige evangelisch-lutherische Gemeinde nutzt ein ehemaliges Wohnhaus in der Turgaus gatve 24 in der Nähe der ehemaligen Kirche.

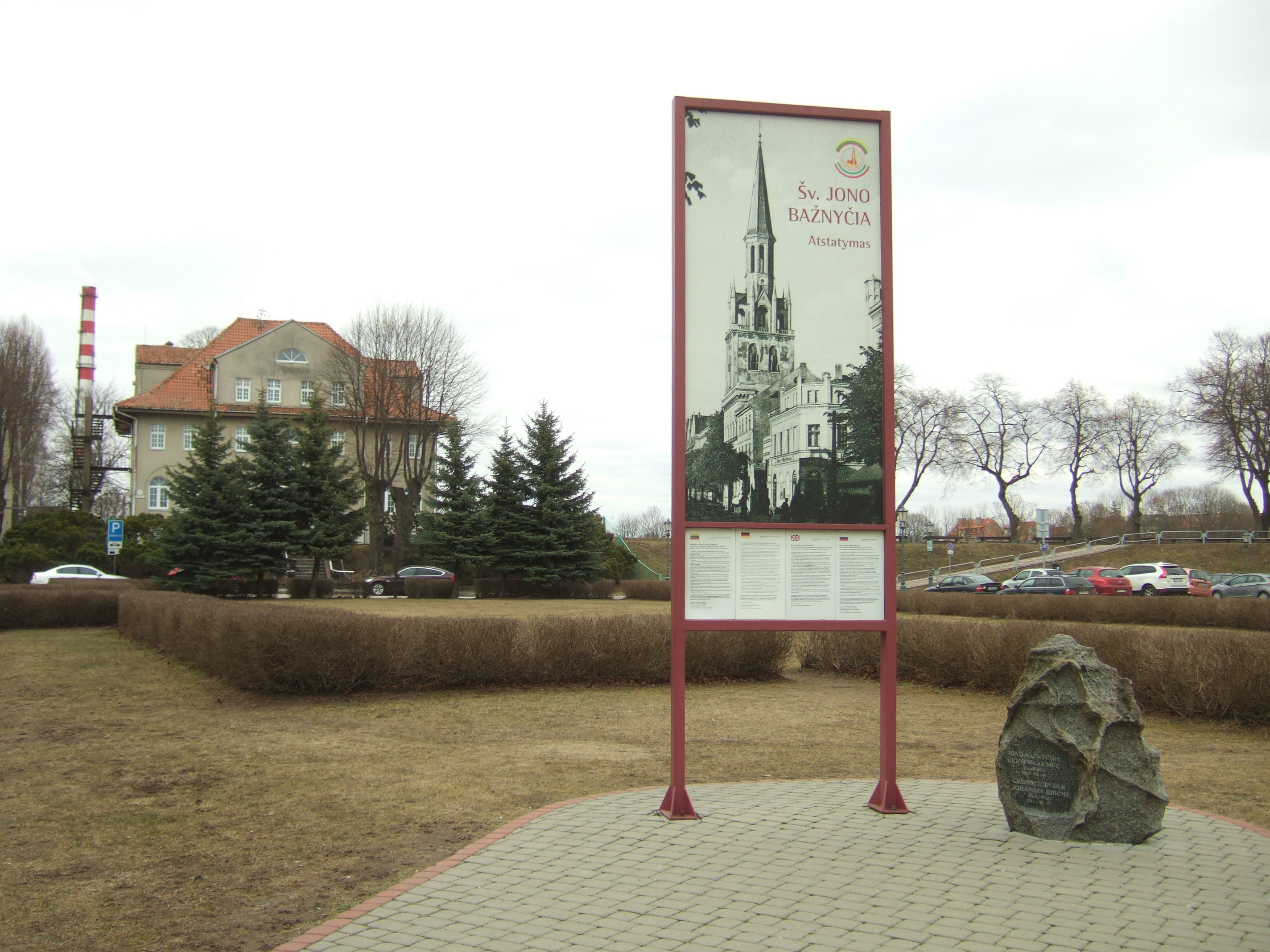
Standort der Kirche mit dem heutigen Kirchengebäude im Hintergrund

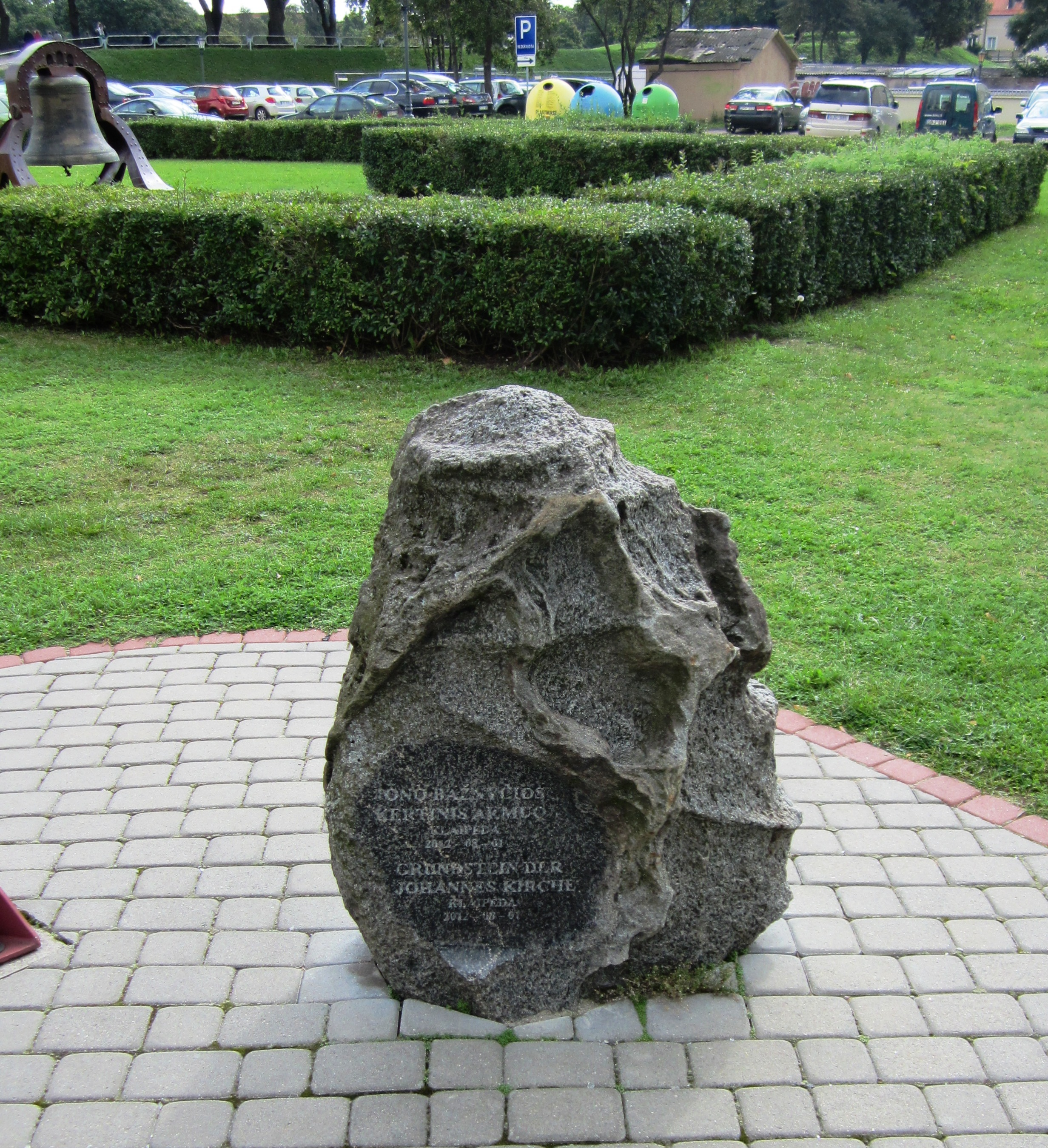
Grundstein der Kirche, im Hintergrund die Grundrisshecke und hinten links die Glocke

Von 2002 bis 2012 fanden archäologische Ausgrabungen am Standort der Kirche des 16. und 17. Jahrhunderts statt, bei denen ein Friedhof mit zahlreichen Gräbern freigelegt wurde.

## Architektur und Ausstattung

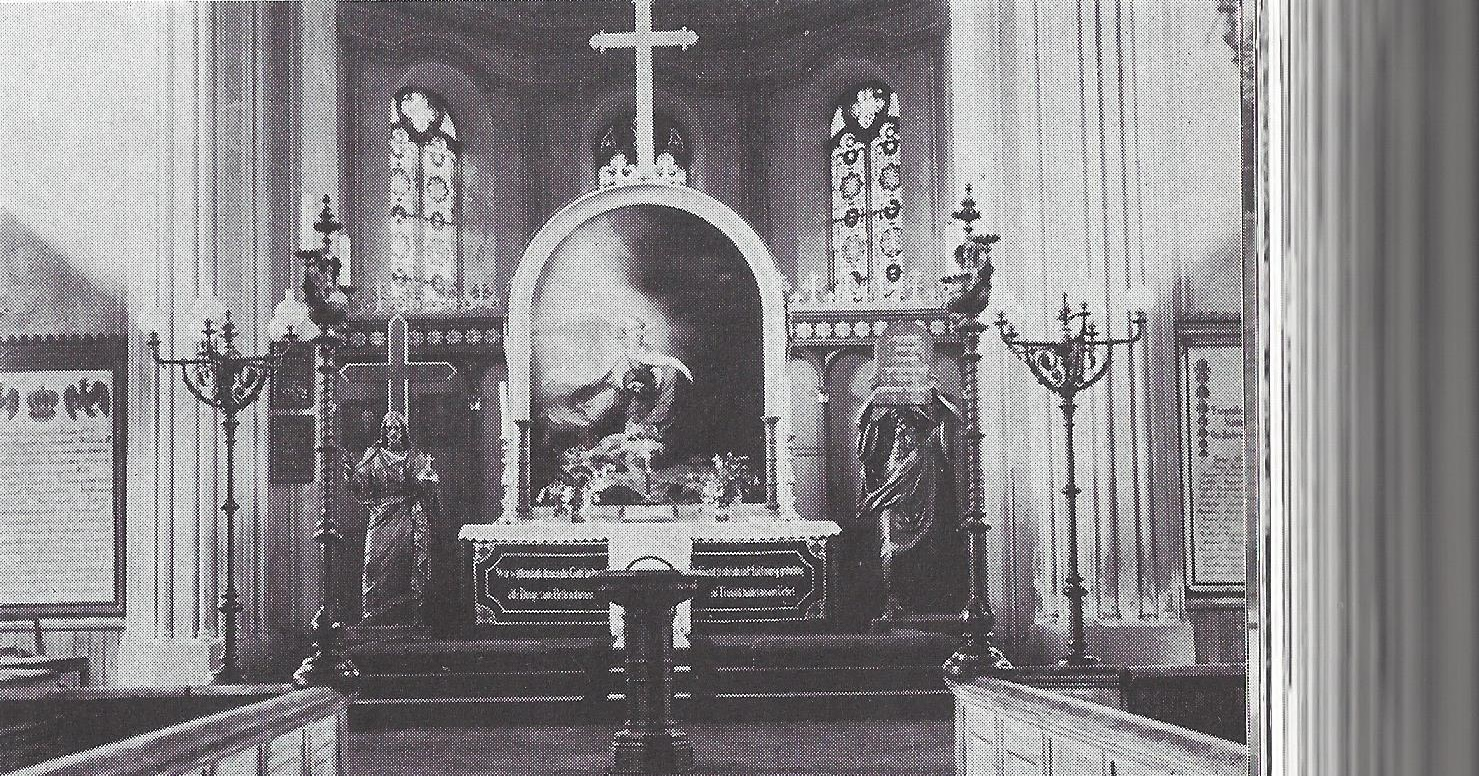
Altar

Das Kirchengebäude von 1859 war eine dreischiffig gewölbte Hallenkirche. Die Giebel und Türmchen über den Seitenschiffen soll von König Friedrich Wilhelm IV. persönlich veranlasst worden sein.
Er stiftete auch das Altargemälde von Friedrich August Bouterwek Christus auf dem Ölberge. Die kostbaren Holzskulpturen auf beiden Seiten des Altars stellten Jesus Christus und Mose dar und stammten von Jakob Alberty. Die Vollendung des 75 m hohen Turmes wurde erst durch das Vermächtnis eines Bürgers ermöglicht. An der Außenseite des Turmes erinnerte eine Terracottafigur an den in Memel geborenen Dichter Simon Dach.

## Pfarrer
Die Johanneskirche gehörte seit der Reformation bis 1919 zur evangelischen Kirchenprovinz Ostpreußen, danach zur Evangelisch-Lutherischen Kirche in Litauen.
- 1529: Stentzel[A 1]
- 1536: Wolfgang (oder Wolff) Krautmüller
- 1567: Zacharias Krautmüller
- 1579: Adam Hübner
- 1591: Michael Peseritius (oder Peserick)[A 2]
- 1595: Magister Joachim Neresius[A 3]
- 1621–1647: Magister Matthäus Cörber[A 4]
- 1647–1673: Christoph Praetorius[A 5]
- 1673–1696 Magister Christoph Schultz[A 6]
- 1696–1712: Magister Jacob Concius[A 7]
- 1712–1741: D. Johann Arnold Pauli[2][A 8]
- 1741–1783: Christian Nicolaus Wolff[A 9]
- 1783–1798: Andreas Leppach[A 10]
- 1798–1831: Victor Sprengel[A 11]
- 1831: Carl August Rättig
- 1832: August Wilhelm Eduard Siehr[A 12]
- 1861: Wilhelm Harbrucker
- 1900–1911: Friedrich Wilhelm Hermann Oloff[A 13]
- 1911: Friedrich Brausch[A 14]
- Otto Obereigner
- 1938–1944/45: Konsistorialrat Ernst Ribbat[A 15]
- 1940–1945: Erich Riedesel[3]
- Alfred Blaesner